# Symbrenthia philippensis
Symbrenthia philippensis är en fjärilsart som beskrevs av Hans Fruhstorfer 1900. Symbrenthia philippensis ingår i släktet Symbrenthia och familjen praktfjärilar. Inga underarter finns listade i Catalogue of Life.